# Adolf Giese (Jurist)
Adolf E. Wilhelm Ludwig Giese (* 24. Januar 1852 in Rostock; † 1. Juni 1923 in Niehagen, Fischland) war ein deutscher Jurist und mecklenburgischer Oberkirchenratspräsident in Schwerin.

## Leben
Adolf Giese wurde 1852 geboren als Sohn des Juristen und späteren Ersten Bürgermeisters von Rostock, Wilhelm Giese, und dessen Frau Franziska, geb. Schlie. Giese studierte, nachdem er 1871 das Abitur an der Großen Stadtschule Rostock bestanden hatte, Rechtswissenschaften an den Universitäten in Rostock, Berlin, Heidelberg und Göttingen. Nach dem 1877 abgelegten Examen zum Advokaten war Giese Auditor beim Amt Toitenwinkel. Nach Ablegung des Richter-Examens 1879 wurde er 1880 Gerichtsassessor und 1884 Amtsrichter in Gadebusch und ab 1886 Landgerichtsrat in Güstrow.
Im Juni 1886 wurde Giese als Hilfsarbeiter in den Schweriner Oberkirchenrat berufen, in dem er dann ab Oktober 1886 juristisches Mitglied war. Im Oktober 1894 wurde er Präsident des Oberkirchenrates der Evangelischen Landeskirche Mecklenburgs als Nachfolger des nach 60 Dienstjahren in den Ruhestand gegangenen Theodor Kliefoth. 1898 nahm er gemeinsam mit Oberkirchenrat Paul Bard als Repräsentant Mecklenburg-Schwerins an der Einweihung der Erlöserkirche (Jerusalem) durch Kaiser Wilhelm II. teil. 1909 wurde er Dr. theol. h. c. der Universität Rostock. 1911 wurde er als Oberkirchenratspräsident mit dem Titel „Exzellenz“ geehrt.
Unter Gieses Amtsführung wurde die Emeritierungsordnung für die evangelisch-lutherischen Geistlichen Mecklenburgs geschaffen, auch an der mecklenburgischen Kirchenverfassung von 1921 war seine Beteiligung von großer Bedeutung. Giese war Mitglied des mecklenburgischen Gerichtshofes zur Entscheidung von Kompetenzkonflikten, Mitglied des deutschen evangelischen Kirchenausschusses und seit 1887 Mitglied des Vereins für mecklenburgische Geschichte und Altertumskunde.
Adolf Giese war seit 1883 verheiratet mit Charlotte Wöhler (1859–1923), der Tochter Hellmuth Wöhlers, Gutspächter in Schweden und Mitglied der Frankfurter Nationalversammlung. Sein jüngerer Bruder war Otto Giese (1855–1904), Rechtsanwalt und Oberbürgermeister von Altona. Adolf Giese starb am 1. Juni 1923 auf einer Urlaubsreise nach Niehagen auf dem Fischland an einem Schlaganfall, er wurde in Schwerin bestattet.

## Ehrungen
- Verleihung des Titels „Exzellenz“ (1911)
- Großkreuz mit der Krone in Gold des Hausordens der Wendischen Krone
- Dr. theol. h. c. der Universität Rostock (1909)
- Gedächtnismedaille für Großherzog Friedrich Franz III. (1897)
- Roter Adlerorden, II. Klasse mit Stern
- Nordsternorden, Kommandeur I. Klasse
- Landwehrdienstauszeichnung 2. Klasse

## Werke
- Die Emeritierungsordnung für die evangelisch-lutherischen Geistlichen im Großherzogtum Mecklenburg-Schwerin (1904)
- Die Zunahme der Selbstmorde und die hierdurch bedingten Aufgaben der Kirche (1912)
- Synodalverfassung und kirchliche Wahlen in den Landeskirchen (1919)
- Verfassung der evangelisch-lutherischen Kirche von Mecklenburg-Schwerin (1921)[3]